# 土佐酢
土佐酢（とさず）は、三杯酢に鰹節で取った出汁を加えたもの。三杯酢より酢の味やクセが弱く、また出汁のうまみが加わるため、淡白な魚介類などの和え物に用いられる。
鰹の出汁を用いるため、鰹で有名な土佐の名前を用いる。
二杯酢または三杯酢　1カップ、はなかつお　5-10gから、4分の3カップの土佐酢が出来る。